# قضيب تحكم

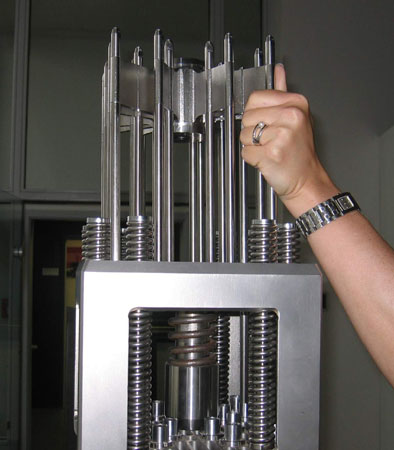
مجموعة قضبان تحكم فوق مفاعل الماء المضغوط.

قضبان التحكم هي مجموعة من القضبان المصنوعة من مواد خاصة من أجل التحكم في معدل الانشطار للوقود في المفاعل النووي. تصنع هذه القضبان عادة من البورون أو الفضة أو الإنديوم أو الكادميوم، حيث أن لها القدرة على امتصاص النيوترونات دون أن تنشطر هي بحد ذاتها. بما أن المقطع النيوتروني لهذه العناصر مختلف بالنسبة للطاقات المتغيرة للنيوترونات، لذلك فإن تركيب هذه القضبان يختلف حسب نوع المفاعل.

## مواد التصنيع
تعد العناصر الأرضية النادرة من العناصر الأخرى التي تصنع قضبان التحكم منها أيضاً مثل الهافنيوم والساماريوم واليوروبيوم والغادولينيوم والتربيوم والديسبروسيوم والهولميوم والإربيوم والثوليوم والإتيربيوم واللوتيشيوم. على سبيل المثال، تستخدم معادن مثل زينوتيم Xenotime، الحاوي في تركيبه على عنصري الإتيربيوم Yb وإتريوم Y، أو الكيفيت Keiviit، الحاوي على تركيبه على عنصري الإتيربيوم Yb والإربيوم Er، وذلك في صناعة قضبان التحكم مما يخفض من الكلفة.
يتميز الهافنيوم بأنه من المواد المناسبة لصنع قضبان التحكم في المفاعلات التي تستخدم الماء من أجل الوساطة ومن أجل التبريد. يتمتع العنصر بخصائص ميكانيكية جيدة ويسهل معالجته وتصنيعه، كما أنه مقاوم للتآكل في الماء الساخن. كما يمكن استخدام سبائك للهافنيوم مع عناصر أخرى لتحسين الخصائص، أو استخدام مركبات له مثل ثنائي بوريد الهافنيوم.
من المركبات الأخرى المستخدمة كربيد البورون وبوريد السترونتيوم وثنائي بوريد الزركونيوم وثنائي بوريد التيتانيوم.